# Саломон, Луи
Луи Этьен Фелисите Лизьюс Саломон (Louis Étienne Félicité Lysius Salomon; 30 июня 1815, Ле-Ке, Гаити, — 19 октября 1888, Париж, Франция) — президент Гаити с 1879 до 1888 года. Саломон запомнился созданием на Гаити почтовой системы, а также своим жизненным энтузиазмом к модернизации родной страны. Представитель Национальной партии.

## Ранние годы
Саломон родился в 1815 году в городе Ле-Ке. Его родители происходили из темнокожей элиты юга страны. Известные и образованные, его родители часто подвергались притеснениям со стороны более властных мулатов. Во времена правления Шарля Ривьер-Эрара, семья Саломона была арестован после ожесточенной драки с мулатами и была сослана в города Нейба (ныне Доминиканская Республика. После прихода к власти Фостена I Сулука Луи вернулся на родину с другими темнокожими лидерами для службы в новом правительстве. Саломон получил пост министра финансов, во время пребывания на котором начал монополизацию экспорта кофе и хлопка. После устранения Сулука от власти Луи был вынужден снова уехать в изгнание в Париж и Лондон, где он много читал и путешествовал.

## На посту президента
18 августа 1879 года Саломон вернулся в Гаити и впоследствии был избран президентом. Он планировал восстановить в стране общее образование, исправить финансовые проблемы, восстановить сельское хозяйство, реформировать армию, а также исправить систему власти. На протяжении четырех месяцев он основал национальный банк, а в 1880 году возобновил выплаты внешнего долга Франции. 1880-е стали годами усилий Саломона по проведению модернизации страны. Он присоединился к Всемирному почтовому союзу и выпустил первую почтовую марку. Он реформировал медицинскую школу, пригласив учителей из Франции. Были реорганизованы вооруженные силы, которые с тех пор насчитывали 16 000 солдат и состояли из 34 пехотных и 4 артиллерийских полков.

## Уход от власти и смерть
В 1886 году Саломон был переизбран на семилетний срок, поскольку он переписал конституцию. В 1887 году в Порт-о-Пренсе началось восстание из-за отсутствия личной свободы и тиранической системы власти. Правительство не поддержало Саломона, и в 1888 году восстание распространилось на Кап-Аитьене. Потрясенный политическими проблемами, Саломон покинул Гаити и вернулся в Париж, где и умер в доме на улице Виктора Гюго 19 октября 1888 года.